# Аск і Ембла

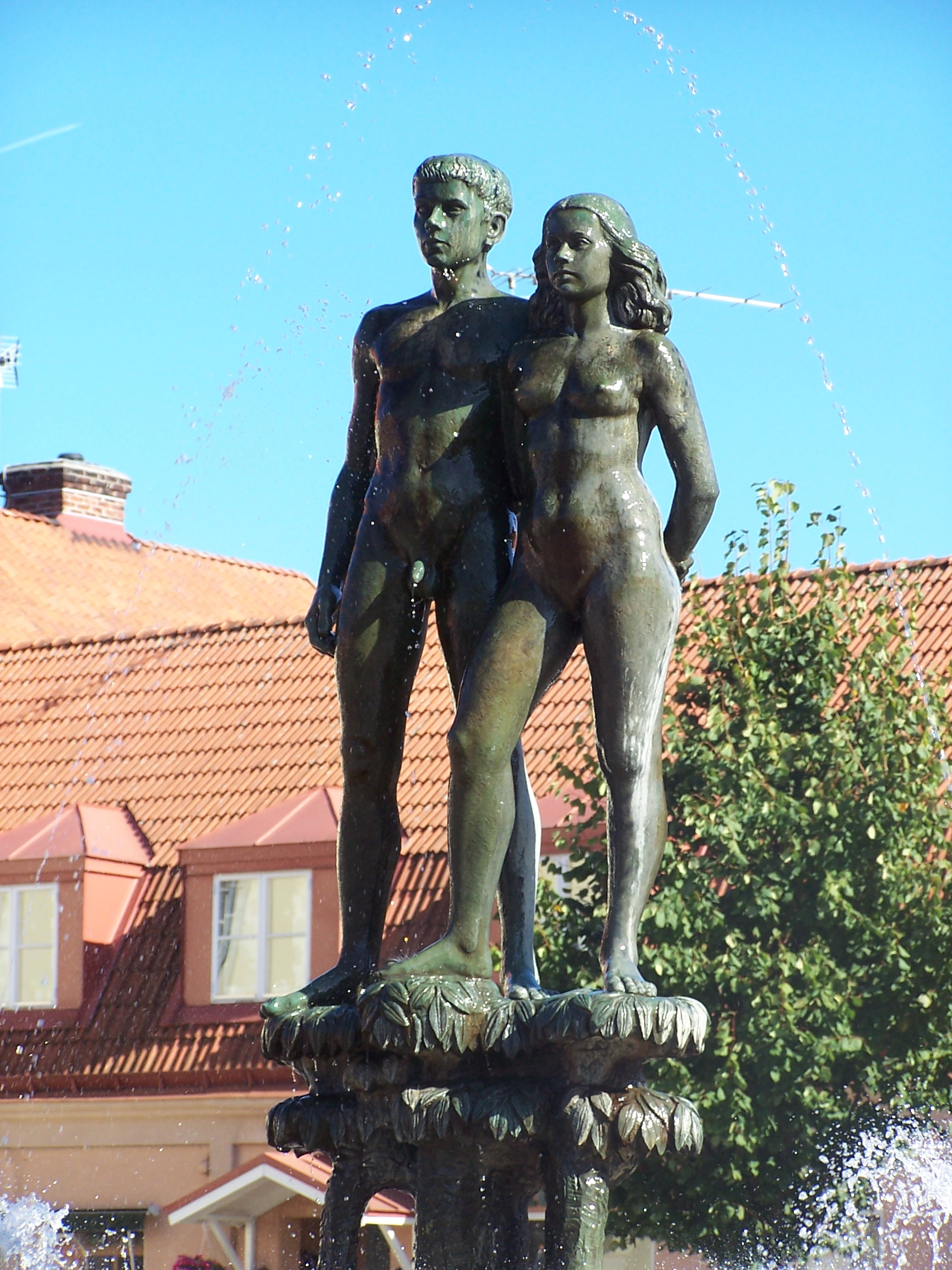
Статуї Аска та Ембли в Сьольвесборзі, Швеція.

А́ск і Е́мбла — перші люди в скандинавській міфології, прабатьки усього людського роду.

## Міфи
Аска («ясен») та Емблу («вільха» або «верба») знайшли у вигляді дерев'яних прообразів, бездиханних і «позбавлених долі», на березі моря боги (в «Старшій Едді» — в пісні «Пророкування вьольви» — це три аси — Одін, Лодур, Гьонір), боги їх оживили. Одін дав душу, Гьонір — розум, а Локі (Лодур) — кров («тепло і рум'янець»).
За іншими переказами, вони були створені з деревини ясеню й вільхи (верби) цвергами (карликами) і залишені, щоб боги моли їх знайти і дати їм життя. Одін оживив Аска та Емблу й наділив їх душею, Гьонір дав їм розум, а Лодур — тепло і «життєві фарби» (рум'янець). Є і третя версія: в «Молодшій Едді» — «сини Бора», тобто Одін, Вілі й Be знайшли на березі два дерева й створили з них Аска та Емблу. Всі перекази погоджуються в тому, що Аск був створений з ясеню, а Ембла — з вільхи (верби).

## Символізм
Ідея про те, що перші створені люди були зі стовбурів дерев є в міфах багатьох народів, де світло і темрява по черзі змінюють одне одного й відокремлені від променів світанку та сутінків. У сутінках предмети відкидають тінь. Тому вона може бути образом живої істоти. У міфології роль богів, як творців видимого світу, — приносити світло та темряву. Отже тіні неживих предметів — стовбурів дерев — у сутінках стають рівноцінними тіням живих предметів.

## Цікаві факти
На честь перших людей зі скандинавської міфології названо астероїди 4894 Аск та 4895 Ембла.